# اندرو رین
اندرو رین (انگلیسی: Andrew Rein؛ زادهٔ ۱۱ مارس ۱۹۵۸) کشتی‌گیر اهل ایالات متحده آمریکا بود.
وی در مسابقات کشوری و بین‌المللی در مجموع برندهٔ ۱ مدال نقره شده‌است.